# 泽国站
泽国站是台州市域铁路S1线的一个车站，位于中华人民共和国浙江省台州市温岭市泽国镇104国道复线与泽国大道交叉口东南面。该站于2022年12月28日启用。

## 车站结构
本站为高架三层侧式车站。

### 车站楼层
| 地上三层 | 侧式站台 | 侧式站台                                  | 侧式站台 | 侧式站台 |
|          | 一站台   | S1线 城南方向（下站：温岭火车站）         |          |          |
|          |          | S1线 城南方向越行线                       |          |          |
|          |          | S1线 台州火车站方向越行线                 |          |          |
|          | 二站台   | S1线 台州火车站方向（下站：台州汽车南站） |          |          |
|          | 侧式站台 |                                           |          |          |
| 地上二层 | 站厅     | 售票机、客服中心、商店、警务室、安检设施  |          |          |
| 地面     | 地面层   | 出入口                                    |          |          |

### 站台
本站设有两个侧式站台，中间两条路轨为越行线，外侧两条路轨为正线。

## 接驳交通
- 公交站点：东村
- 公交线路：泽6路（火车站-上蔡桥）[3]

## 历史
本站工程名和正式站名均为泽国站。

### 大事记
- 2020年4月30日16时，本站第一块底层板混凝土开始浇筑[5]。
- 2020年5月1日4时，本站第一块底层板混凝土浇筑完成[5]。
- 2020年7月28日，本站9至13轴管线夹层梁、板完成首件验收[6]。
- 2020年8月2日，本站9至13轴管线夹层梁、板浇筑完成[6]。
- 2020年10月26日，本站1至7轴层左右两幅轨道梁浇筑完成[7]。
- 2020年11月3日，本站10至13轴站台层框架梁、板浇筑完成[8]。
- 2020年11月6日，本站管线夹层框架柱开始浇筑[9]。
- 2020年11月7日，本站管线夹层框架柱浇筑完成[9]。
- 2020年11月26日，本站主体结构正式封顶[10]。
- 2020年12月13日，本站第一榀钢结构箱梁开始施工[11]。
- 2021年1月31日，本站钢结构安装全部完成[12]。